# يو إف سي 135
يو إف سي 135: جونز ضد رامبيج (بالإنجليزية: UFC 135: Jones vs. Rampage)‏ هو حدث لفنون القتال المختلطة نظمته يو إف سي، أُقيم في 24 سبتمبر 2011، على بيبسي سنتر في دنفر، كولورادو، الولايات المتحدة.